# Naruska
Naruska – wieś w północnej Finlandii, w regionie Laponia, w gminie Salla, nad rzeką Naruskajoki. Miejscowość zamieszkuje 69 mieszkańców.
Wieś powstała w 1940 roku. 
W Narusce mieści się stacja meteorologiczna Fińskiego Instytutu Meteorologicznego. W miejscowości znajdują się także domki letniskowe.